# Hosne Ara Begum
Hosne Ara Begum ( em bengali:  হোছনে আরা বেগম   ) é uma política da Liga Awami de Bangladesh e membro do Parlamento de Bangladesh num assento reservado .

## Carreira
Begum foi eleita para o parlamento para um assento reservado como candidata da Liga Awami de Bangladesh em 2014. Mais tarde, Ara foi eleita para o parlamento para um assento reservado como candidata da Liga Awami de Bangladesh em 2019.